# 脇元幸一
脇元 幸一（わきもと こういち）は、日本の理学療法士。医療法人社団SEISENの創業者。

## 人物・来歴
- 鹿児島県立鶴丸高等学校[1]、西日本リハビリテーション学院卒業。
- 1987年 東京慈恵医科大学病院
- 1989年 船橋整形外科病院 理学診療部 部長
- 2006年 清泉ｸﾘﾆｯｸ整形外科 設立（現在 医療法人 SEISEN 専務理事）

東海大学 医学部基礎医学系分子生命科学 研究員
国立電機通信大学産学官ﾌﾟﾛｼﾞｪｸﾄ人間工学共同研究員
信州大学医学部大学院医学研究科共同研究員
2018年1月16日、逝去。

## 著書
- 「スポーツ選手のための心身調律プログラム」(大修館書店、2000年5月1日)